# Maria Vargas
Maria Paula Vargas (Valencia, 13 ottobre 1995) è una ginnasta spagnola.

## Palmarès
| Anno | Manifestazione            | Sede      | Evento           | Risultato | Prestazione | Note |
| ---- | ------------------------- | --------- | ---------------- | --------- | ----------- | ---- |
| 2010 | Giochi olimpici giovanili | Singapore | Volteggio        | Argento   | 13.800 p.   |      |
| 2013 | Giochi del Mediterraneo   | Mersin    | Individuale      | Argento   | 55.032 p.   |      |
| 2013 | Giochi del Mediterraneo   | Mersin    | Parallele asimm. | Argento   | 14.100 p.   |      |